# Década de 410
Séculos: (Século IV - Século V - Século VI)
Décadas: 360 370 380 390 400 - 410 - 420 430 440 450 460
Anos: 410 - 411 - 412 - 413 - 414 - 415 - 416 - 417 - 418 - 419